# Бантам (Кокосова Острва)
Бантам (енгл. Bantam Village) је највеће насеље аустралијске прекоморске територије Кокосова острва. Налази се на острву Хоум Ајленд и у њему живи 421 становник.